# Dinastia Rurik
Dinastia Rurik a fost dinastia domnitoare în Rusia Kieveană (din 862), în cnezatele succesoare ale acesteia, Cnezatul Galiției-Volînia (din 1199), Vladimir-Suzdal, Marele Cnezat al Moscovei ca și al Țaratului Rusiei (1168 - 1598).
În conformitate cu prima cronică slavă – Cronica vremurilor trecute – dinastia a fost fondată în anul 862 de Rurik, legendarul domnitor al Novgorodului. Apartenența la tribul varegilor cunoscuți și ca rusii este încă subiect de dispută între istorici. Originea tribului rusilor este neclară, deși au putut fi remarcate influențe scandinave și slave. Rurik și frații săi au fondat un stat pe care istoricii aveau să-l numească mai târziu „Rusia Kieveană”. Pe la mijlocul secolului al XII-lea, Rusia Kieveană s-a dezintegrat în mai multe cnezate independente, fiecare având ca monarhi membri ai dinastiei Rurik. 
În vest, Galiția și Volînia au fost conduse de membri ai dinastiei Rurik până în 1323. Ultimii doi membri ai dinastiei au fost frații Andrei și Lev, care au domnit împreună și au încercat să respingă invaziile mongole, apărând astfel întreaga Europă. Regele polonez Władysław I avea să îi scrie Papei despre cei doi frați-regi: „Ultimii doi regi ruteni, care au fost paveze de nădejde ale Poloniei împotriva tătarilor, au părăsit această lume, iar după moartea lor, Polonia se află sub amenințarea directă a tătarilor”. După pierderea rolului lor conducător, membrii familiei Rurik au continuat să joace un rol important în Marele Ducat al Lituaniei și mai apoi în Uniunea statală polono-lituaniană. Astfel, familia Ostrogski a deținut funcții importante în statul polono-lituanian, printre care cea de Mare Hatman al Lituaniei, și s-au străuduit să continue promovarea în stat a limbii rutene și să apere biserica ortodoxă în această parte a Europei. 
În regiunile de nord-est, spre sfârșitul secolului al XV-lea, Cnezatul Moscovei ducea o luptă aprigă pentru cucerirea supremației printre statele slave medievale. Începând cu domnia lui Ivan cel Groaznic, monarhul ramurii moscovite a dinastiei Rurik a folosit titlul de „Țar al întregii Rusii”, iar cnezatul și-a schimbat numele în Țaratul Rusiei. Dinastia Rurik s-a stins în Rusia odată cu moartea țarului Fiodor I în 1598. După moartea lui Fiodor, a urmat o perioadă de mare instabilitate, cunoscută ca „timpurile tulburi”, care au durat până în 1613. În anul 1613, pe tronul Rusiei s-a urcat țarul Mihail I al Rusiei, care a fondat dinastia Romanov, care avea să conducă țara până în 1762, iar ca dinastia Holstein-Gottorp-Romanov până la Revoluția rusă din 1917. Ecaterina cea Mare, care s-a căsătorit cu Petru al III-lea al Rusiei (membru al dinastiei Romanovilor) era descendentă a Rurikizilor. 